# Крістіан Кастаньєда
Крістіан Кастаньєда (ісп. Cristián Castañeda; нар. 18 вересня 1968, Сан-Вісенте-де-Тагуа-Тагуа) — чилійський футболіст, що грав на позиції захисника. По завершенні ігрової кар'єри — тренер.
Виступав, зокрема, за клуб «Універсідад де Чилі», а також національну збірну Чилі.

## Клубна кар'єра
У дорослому футболі дебютував 1992 року виступами за команду клубу «Палестіно», в якій того року взяв участь у 27 матчах чемпіонату.
Своєю грою за цю команду привернув увагу представників тренерського штабу клубу «Універсідад де Чилі», до складу якого приєднався 1993 року. Відіграв за команду із Сантьяго наступні десять сезонів своєї ігрової кар'єри і є одним з рекордсменів за кількістю зіграних матчів. За цей час чотири рази виграв чилійську Прімеру і двічі завоював Кубок Чилі.
Протягом 2003—2004 років захищав кольори команди клубу «Евертон» (Вінья-дель-Мар). Новому клубу він допоміг виграти Прімеру Б та вийти у вищу лігу.
Завершив професійну ігрову кар'єру у клубі «Сан-Маркос де Аріка», за який недовго виступав протягом 2005 року.

## Виступи за збірну
24 березня 1994 року дебютував в офіційних іграх у складі національної збірної Чилі в товариському матчі проти збірної Саудівської Аравії.
У складі збірної був учасником розіграшу Кубка Америки 1995 року в Уругваї, чемпіонату світу 1998 року у Франції. На «мунедіалі» він взяв участь лише в одному матчі проти збірної Австрії.
Всього протягом кар'єри у національній команді, яка тривала 5 років, провів у формі головної команди країни 25 матчів, забивши 1 гол.

## Кар'єра тренера
Розпочав тренерську кар'єру, повернувшись до футболу після невеликої перерви, 2011 року, очоливши тренерський штаб клубу «Депортес Копіапо».
Наразі останнім місцем тренерської роботи був клуб «Куріко Унідо», головним тренером команди якого Крістіан Кастаньєда був протягом 2012 року.

## Досягнення
- Чемпіон Чилі: 1994, 1995, 1999, 2000
- Володар Кубка Чилі: 1998, 2000